# 観音寺騒動
観音寺騒動（かんのんじそうどう）は、戦国時代の永禄6年（1563年）10月に、南近江の戦国大名・六角氏の家中で起こったお家騒動。

## 事件の概要
六角氏は六角定頼が当主（あるいは陣代）の時代、北近江の戦国大名であった浅井氏を事実上の支配下に置き、さらに室町幕府からも管領代の地位を与えられるなどして全盛期を迎えていた。定頼の死後、後を継いだ六角義賢は、畿内に一大政権を築きつつあった三好長慶と抗争して、中央政界での勢力を拡大しようとしたがこれに失敗。逆に六角氏の畿内における影響力は減退してしまった。そのうえ、定頼の死去を見て服属下にあった浅井氏が自立傾向を見せ始める。
永禄3年（1560年）8月中旬、義賢は大軍を率いて浅井氏を討とうとしたが野良田の戦いで浅井長政に敗れた。近江佐々木氏の家中問題も絡み、義賢の近江における権威は低下した。この前年に家督を子の六角義治に譲っていた義賢は、この敗戦を契機に出家する。また、この頃から義治の婚姻問題などで義賢と義治の対立が深刻化することになる。
跡を継いだ義治は、配下の種村道成（三河守）、建部日向守の両名に対し、重臣である後藤賢豊と後藤壱岐守（名は不詳）の父子の殺害を命令。種村と建部は主君を諫めたが聞き入れられず、永禄6年（1563年）10月1日、観音寺城に登城するのを待ち受けて殺害させた。理由は諸説あるが、賢豊は定頼時代からの六角家中における功臣として人望も厚く、隠居した義賢からの信任も厚かった。また、進藤貞治（騒動当時には病没）と共に「六角氏の両藤」と称されるほどの宿老で、奉行人として六角氏の当主代理として政務を執行できる権限を有していたことから、賢豊の権力（及びその背景にある義賢の権力）と若年の当主・義治とが争った末に、当主としての執行権を取り戻すために暗殺したと言われている。

## 事件後
観音寺騒動は、六角氏の家臣団に衝撃を与えた。賢豊は前述したように重臣の筆頭格であり人望も厚かったから、この事件（義治が賢豊を討ち取った名目は無礼討ちとされていた）は、佐々木六角氏の家督問題と関係して六角家臣団の義治に対する不信を持たせることにつながった。そして、浅井氏が六角氏を攻める動きを見せたことで、浅井方につく者まで現れ始めた。さらに義治はこの事件に不満を抱く永田・三上・池田・進藤・平井ら一部家臣団によって、10月7日に父と共に一時的であるが観音寺城を追われてしまった。
その後、蒲生定秀・賢秀親子や三雲定持の仲介により、10月21日に義賢・義治父子は観音寺城に復帰することになった。だが、家督を六角義定（義治の弟）に譲ることや、永禄10年（1567年）4月28日には「六角氏式目」に署名して、六角氏の当主権限を縮小することを認めざるを得なくなった。なお、後藤氏の家督は長男の壱岐守が父と共に誅殺されたため、次男の後藤高治が継いだ。

## 騒動の原因と影響
騒動の原因であるが、六角氏が守護大名から近世戦国大名へと完全に脱皮していなかったことが挙げられる。六角氏の家臣の多くは国人領主であり、被官化されていたとはいえ独立性が高かった。名君である定頼存命中は彼らも服属していたが、定頼の死後、後を継いだ義賢・義治父子は三好長慶や浅井長政に対して失策を重ね、後藤氏のような有力国人衆への統制を失うこととなったのである。この騒動は戦国大名への体制転換の最中での事件であると定義できる。
また、室町期の六角氏では、当主が一族や家臣団、更には室町幕府の意向によってその地位が脅かされるケースが相次いだ。自らが何度も当主の地位を追われた六角高頼（義賢の祖父）は、家中を安定化させた後に存命中に家督を息子に譲ってその地位の安定を図った。義賢の隠居も高頼の先例に則ったと考えられているが、現実には義賢と義治双方の家臣団が対立したために却って家中が不安定化してしまったと考えられる。
一方で、義賢・義治父子が六角本家でないとする異説によれば、六角氏内部には「定頼 - 義賢 - 義治」の陣代箕作家より家格が上の、「氏綱 - 義実 - 義秀 - 義郷」と続く六角本家があり（氏綱は定頼の兄にあたる）、本家と義賢ら陣代家の間は対立関係で非常に危うい状態だったという。
この観音寺騒動は六角氏本家だけではなく、南近江の国人連合の結束と勢力の衰退につながったとみる説が強い一方、観音寺騒動による混乱の中でも蒲生氏や三雲氏のように六角氏を支持する有力重臣が存在したこと、六角氏式目が家中で「国法」として認識されて当主の権力を抑制する代わりに家臣や国人が六角氏を中心とする旧来の秩序を回復させる方向で再結束を図られたとする再評価の動きもみられる。ただし、重臣を殺害した義治に対する当主としての資質への疑念の発生と隠居した筈の義賢の求心力が高まるという新たな不安要素も抱えてしまっている。
しかし、織田信長は永禄11年（1568年）に上洛への途上にある南近江に侵攻、観音寺城を包囲する。義賢は信長を共通の敵とする三好三人衆の助勢を得たが支城の箕作城・和田山城を攻められ落城、同時に観音寺城周辺の地盤も失い没落した（観音寺城の戦い）。敗れた義賢・義治父子は甲賀郡の石部城に拠点を移すことになり、蒲生定秀・賢秀父子ら一部国人は織田方に属することとなった。この騒動は六角氏零落のきっかけであり、同時に信長がその本拠、岐阜からの上洛のルートを確保する上では、好都合な出来事だったといえるのである。